# Чикоње (Рагуза)
Чикоње је насеље у Италији у округу Рагуза, региону Сицилија.
Према процени из 2011. у насељу је живело 13 становника. Насеље се налази на надморској висини од 225 м.